# Thérèse Wartel

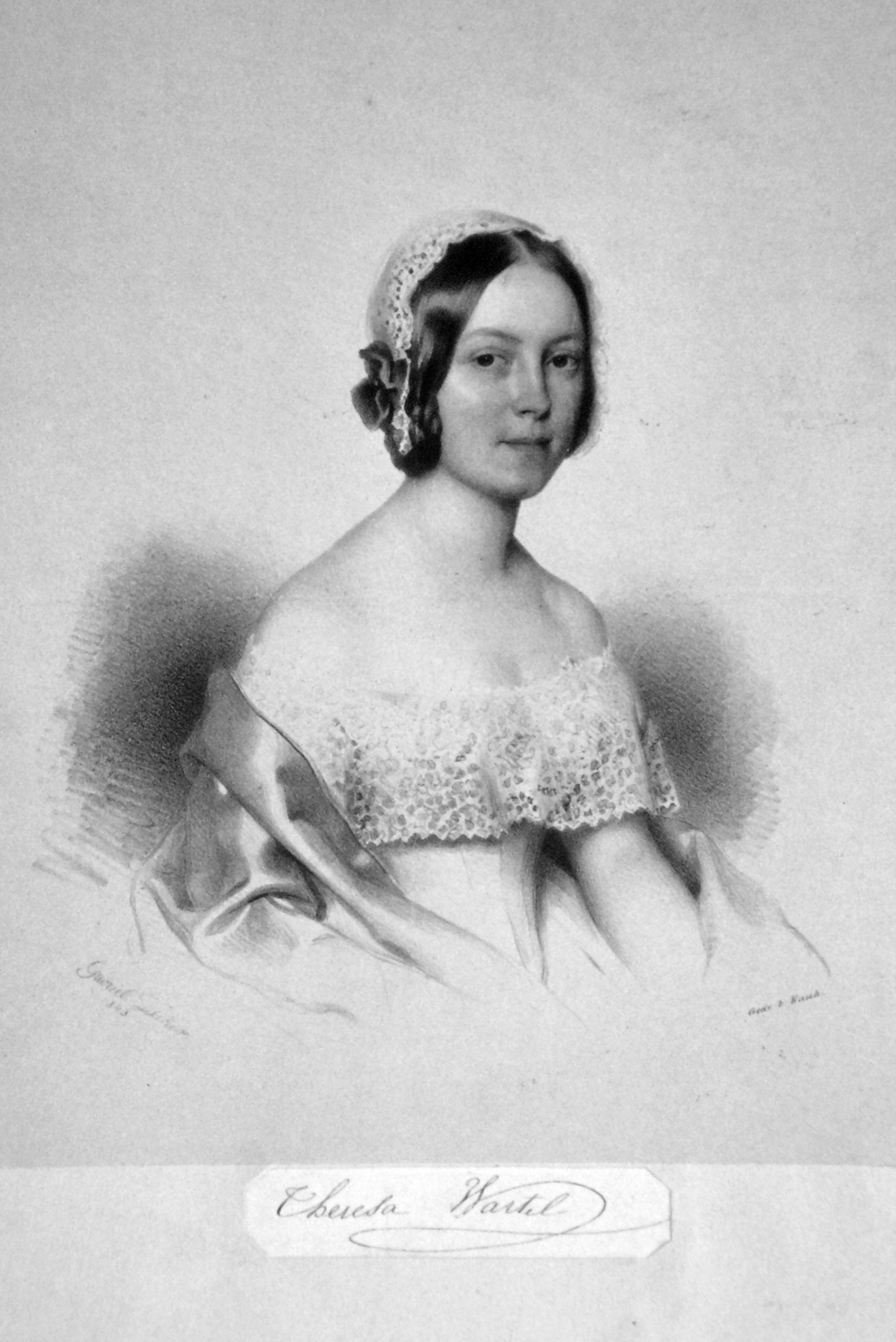
Thérèse Wartel, geb. Adrien (1814–1865), Lithographie von Gabriel Decker, 1845

(Atala) Thérèse Wartel, geb. Adrien (auch Thérèsa Wartel) (* 2. Juli 1814 in Paris; † 6. November 1865 ebenda) war eine französische Pianistin, Klavierlehrerin und Komponistin. Sie schrieb außerdem Musikkritiken für die Pariser Zeitung La Patrie, die Revue et Gazette Musicale sowie für Wiener Zeitungen.

## Leben
Die in Paris geborene Thérèse Wartel war die Tochter des Opernsängers und am Pariser Conservatoire lehrenden Martin-Joseph Adrien (auch Andrien) (1767–1822) und der Baronin Gabrielle Constance de Philippy de Bucelly d'Estrées (1782–1854). Ihre Schwester war die Klaviervirtuosin Rosine-Charlotte DelSarte, Ehefrau des französischen Musik- und Bewegungslehrers Francois DelSarte (1811–1871).
Thérèse Wartel studierte bis 1830 Klavier am Pariser Conservatoire, wurde Klavierbegleiterin und war dort von 1829 bis 1838 Lehrerin für Solfège. 1838 trat sie als erste weibliche Solistin überhaupt in der Société des Concerts du Conservatoire auf. Dieses 1828 gegründete Orchester widmete sich besonders der Aufführung von Werken Beethovens und regte viele weitere Orchestergründungen in Frankreich an.
1833 heiratete sie den Tenor Pierre-François Wartel (1806–1882), er war an der Pariser Oper engagiert und besonders als Interpret Schubert’scher und Beethoven’scher Lieder bekannt. Das Paar bekam 1834 einen Sohn, Émile, der später viele Jahre lang am Théâtre-Lyrique auftrat und eine eigene Gesangsschule gründete.
Auf ihren Konzerten der 1830er und 1840er konzertierte sie u. a. mit dem renommierten Violinisten Joseph Joachim und führte auch ihre eigenen Kompositionen auf. 1842/43 unternahm sie eine gemeinsame Konzertreise mit ihrem Mann nach Wien, Prag und Berlin. In Wien schenkte ihr der Verleger Carl Haslinger das Autograph von Beethovens Violinsonate op. 30 Nr. 3 (heute im British Museum London). In Berlin machte Thérèse Wartel Bekanntschaft mit Wilhelm und Fanny Hensel, die ihr das Lied „Wer dich gesehn“ widmete. Von Wilhelm Hensel, zu der Zeit Königlicher Hofmaler in Berlin, wurde sie porträtiert.
„1847 wurde in Paris unter maßgeblicher Beteiligung“ Thérèse Wartels die Société de musique classique gegründet, die neben den Sinfoniekonzerten des Konservatoriums Kammermusik aufführte. Ein Schwerpunkt waren die Kammermusikwerke von Beethoven und Mozart. Thérèse Wartel nahm eine führende Rolle in dem bis 1849 bestehenden Ensemble ein und wurde zu einer der wichtigsten Beethoven-Interpretinnen in Paris. Ab 1850 unternahm sie auch Konzertreisen nach London, Wien und nochmals nach Deutschland. Bis kurz vor ihrem Tod gab sie regelmäßig Konzerte in Frankreich.
Thérèse Wartel starb im Alter von 51 Jahren in Paris.

## Werk

### Kompositionen für Klavier (Auswahl)
- Souvenir français. Caprice pour Piano, Wien 1843[10]
- Andante, Autograph datiert 28. Mai 1843[11]
- Souvenirs des Huguenots, Fantaisie, Leipzig 1844[12]
- Six Études de salon op. 10, Paris 1850[13]
- Andante op. 11 (1851)[14]
- Deux chansons sans Paroles op. 12 (1852) (= Chanson du Printemps et d’Automne)[15]
- Scherzo op. 13 (1852)[16]
- Romances sans paroles, Barcarolle op. 14 (1853), Wien, Spina[17]
- Mosaique sur des Airs favoris de Rigoletto de Verdi op. 15 (1852)[18]
- Ballade op. 17 (1852)[19]
- 6 Pièces de Caractère et de Rythme différentes faciles et intstructives (1853)[20]
- L’Eroe de Lancastro. Opéra de Westmorland. Transcription [für Klavier] op. 20, Wien, Spina (1853)[21]
- Bruyère des Montagnes Romance sans Paroles op. 21, Wien (1854)[22]

### Schriften / Lehrwerke (Auswahl)
- „Künstler-Portraits aus der Londoner musikalischen Saison 1859“, in: Süddeutsche Musik-Zeitung vom 17. Oktober 1859, S. 165 (online).
- Leçons écrites sur les sonates pour piano seul de L. van Beethoven, Paris 1865 (online).